# العلاقات الإيفوارية الفلسطينية
العلاقات الإيفوارية الفلسطينية هي العلاقات الثنائيّة بين دولة فلسطين وجمهورية ساحل العاج.

## التمثيل الدبلوماسي لساحل العاج في فلسطين
لا يوجد تمثيل دبلوماسي لساحل العاج في فلسطين حتى الآن ولا توجد أي لجان مشتركة أو اتفاقيات تعاون أو مواثيق موقّعة بين البلدين.

## السفارة الفلسطينية في ساحل العاج
أفتتحت السفارة الفلسطينية في ساحل العاج في عام 1998 بقرار من الرئيس السابق للسلطة الوطنية الفلسطينية ياسر عرفات في أعقاب اعتراف حكومة ساحل العاج بالدولة الفلسطينيّة في عام 1997 بعد إعلان استقلالها. يقع مقر السفارة الفلسطينية في ساحل العاج في العاصمة الإيفوارية أبيدجان، ويشغل السفير عاطف عودة منصب رئيس البعثة الدبلوماسية الفلسطينية في ساحل العاج.

## الموقف الإيفواري من القضية الفلسطينية
كان موقف دولة ساحل العاج مُعاديًا للقضية الفلسطينية على مدار عقود، فقد ساندت ساحل العاج منذ أن نالت استقلالها في عام 1960 دولة الاحتلال الصهيوني، وصوّتت لصالح إسرائيل في عدّة مناسبات في اجتماعات الجمعية العامة للأمم المتحدة والمحافل الدولية الأخرى. ثُم بدأ موقف الدبلوماسية الإيفوارية من فلسطين يشهد تغيرات طفيفة على مر السنوات فاعترف مجلس وزراء ساحل العاج بالدولة الفلسطينية في 27 كانون أول/ديسمبر 1997، وتحول موقفها الدبلوماسي تدريجيا من التصويت لمصلحة إسرائيل إلى الامتناع عن التصويت، ففي عام 2011 على سبيل المقال امتنع مندوب ساحل العاج عن التصويت لصالح حصول فلسطين على عضوية منظمة اليونيسكو. عللت الحكومة الإيفوارية آنذاك امتناعها عن التصويت لصالح انضمام فلسطين برغبتها في البقاء على الحياد والوقوف على مسافة واحدة من كلا طرفي النزاع ودعم حل الدولتين، ولكن في عام 2012 شهد موقف حكومة ساحل العاج من القضية الفلسطينية تغيّرًا واضحًا حين قامت ساحل العاج إلى جانب 137 دولة أخرى بالتصويت بالموافقة على طلب فلسطين للانضمام إلى منظمة الأمم المتحدة كعضو مُراقب. صوتت حكومة ساحل العاج بعد ذلك لصالح فلسطين في جميع القرارات المتعلقة بالشأن الفلسطيني والتي نوقشت بدءًا من افتتاح الدورة 72 للجمعية العامة للأمم المتحدة في عام 2017 وحتّى نهاية العام، كما صوتت في كانون أول/ديسمبر 2017 برفض قرار الرئيس الأمريكي دونالد ترامب بشأن اعتبار القدس عاصمة لإسرائيل، فكان هذا بمثابة نقلة نوعية و في السياسة الخارجية الإيفوارية تجاه فلسطين وتطور هائل في العلاقة الدبلوماسية بين البلدين.